# Kokugakuin
Die Kokugaku-in Daigaku (japanisch 國學院大學, international auch bekannt als Kokugakuin University) ist eine private japanische Universität mit Standorten in Shibuya, Tokio, und Aoba-ku, Yokohama. Es bestehen ebenfalls Gebäude und Einrichtungen in Sagamihara, die aber kaum genutzt werden.
2006 studierten dort etwa 11.000 Studenten. Die Kogaku-in und die Nihon-Universität, Japans größte Universität, sind Schwesterschulen.

## Lehre
Die Universität verfügt im Rahmen ihrer Undergraduate-Kurse (für BA und MA) über Fakultäten für Literatur (mit Fachbereichen für Philosophie, Geschichte, Fremdsprachen und Kulturwissenschaft, Japanische Literatur und Chinesische Literatur), Recht, Wirtschaft (mit Fachbereichen für Wirtschaft, Sozioökonomisches Networking und Unternehmensführung) und Shintō-Studien.
Ebenfalls besteht eine Graduate-Schule (für Ph.D.) mit Schulen für Literatur (Abschlüsse in Shintō-Studien, Japanische Literatur und Geschichte), Recht und Wirtschaft, darüber hinaus gibt es auch eine Jura-Schule.
Mit ihren Angeboten bietet die Kokugaku-in eine der wenigen Möglichkeiten an japanischen Universitäten, eine offiziell anerkannte Ausbildung zum Shintō-Priester zu erhalten.

## Forschung
Nach der Kapitulation Japans musste die Universität aufgrund der Shintō-Direktive (s. Staats-Shintō) ihr Hauptprojekt, die Kōten Kōkyūjo („Forschungszentrum für Japanische Klassiker“) auflösen. Im Zuge der Umgestaltung der Universität im Nachkriegsjapan wurde mehrere Jahre auf die Etablierung einer neuen Forschungseinrichtung für japanische Kultur hin gearbeitet. Mit finanzieller Hilfe der Rockefeller-Stiftung und des Ise-jingū wurde dieses Ziel schließlich erreicht und Mitte 1955 das Institute for Japanese Culture and Classics (IJCC, 國學院大學日本文化研究所) gegründet. Forschungsschwerpunkte des IJCC sind Grundlagenforschung der Kultur Japans und Fragen im Zusammenhang mit Glaube sowie Moral des japanischen Volkes.
Eines der ehrgeizigsten Projekte des IJCC ist die schrittweise Online-Veröffentlichung der 1994 fertiggestellten Shinto jiten (Standardenzyklopädie zum Thema Shintō) in englischer Sprache unter Mitarbeit international renommierter Japanologen. Die Inhalte der Encyclopedia of Shinto sind unter einer Creative-Commons-Lizenz lizenziert.
Das Archäologische Museum ist im Besitz von über achtzigtausend Artefakten, von denen in der Regel etwa dreitausend ausgestellt werden. Zu den Artefakten gehören Fundstücke aus der Altsteinzeit von den Stätten Shirataki (Hokkaidō), Omekura (Nagano) und Kosaka (Nagano). Zwanzigtausend Artefakte stammen aus der Jōmon-Zeit. Dazu kommen japanische Artefakte aus der Yayoi-Zeit und Kofun-Zeit. Der Bestand ausländischen Materials besteht hauptsächlich aus Artefakten vom chinesischen Festland und der koreanischen Halbinsel, insbesondere aus der Jungsteinzeit, sowie der Yin- und Han-Dynastie. Außerdem befindet sich im Bestand archäologisches Material von den Philippinen, aus Thailand, Indonesien, Inseln des Pazifischen Ozeans und Nord- sowie Südamerika.

## Geschichte

### Bis zum Ende des Zweiten Weltkriegs
Im November 1882 wurde der Vorläufer der Universität, Kōten Kōkyūjo (皇典講究所; Forschungsinstitut für die Japanischen Klassiker) in Chiyoda-ku, Tokio gegründet. Die Eröffnungszeremonien fand am 4. November statt, erster Direktor war Prinz Arisugawa Takahito. Juli 1890 wurde Kōten Kōkyūjo in Kokugakuin (Institut für Nationale Studien) umbenannt. Die drei angebotenen Hauptfächer zu dieser Zeit waren Japanische Geschichte, Japanische Literatur und Japanisches Recht.
In Übereinstimmung mit dem Berufsschulengesetz wurde das Institut im April 1904 in den Rang einer Berufsschule erhoben und Juni 1906 umbenannt in Private Kokugakuin University (私立國學院大學). Im September 1919 erfolgte schließlich die Umbenennung in den endgültigen Namen: Kokugaku-in Daigaku.
Unmittelbar nach Verkündung des Gesetzes zur Einrichtung von Universitäten wurde der Kokugakuin April 1920 der Universitäts-Status zugesprochen. Sie gehörte damit zu den ersten acht offiziell anerkannten Privatuniversitäten Japans (die anderen zu dieser Zeit waren Keiō, Waseda, Meiji, Hōsei, Chūō, Nihon und Dōshisha).
Im Mai 1923 wurde das neue Campus-Gebäude auf dem gegenwärtigen Gelände der Universität in Shibuya fertiggestellt.
1927 wurde der Fachbereich zur Ausbildung von Shintō-Priestern eingerichtet. Im gleichen Jahr wurde die Universitätsbibliothek vervollständigt.
1928 wurde das Archäologische Archiv (das spätere Archäologische Museum) von Kiyoyuki Higuchi begründet.

### Nach Ende des Zweiten Weltkriegs
1946 wurde das ursprüngliche Koten Kokyujo aufgelöst und die Kokugakuin University als private Stiftung neu eingerichtet. Als eine der ersten Universitäten in Japan führte sie ein koedukationales Schulsystem ein. 1947 wurden Nachtkurse für die Undergraduate-Schule eingerichtet, 1948 dann Tageskurse für die neu geschaffene Fakultät der Literatur und 1949 Abendkurse für die Fakultät der Literatur und Tageskurse für die Fakultät der Politikwissenschaften. Im April 1948 erfuhr die Kogaku-in unter der damaligen Bildungsreform auch wieder die staatliche Anerkennung als Universität.
Im April 1950 wurde die Fakultät der Politikwissenschaften umbenannt in Fakultät der Politik und Wirtschaft.
1951 erlangte die Universität den Status einer Bildungsstiftung. Im selben Jahr wurden Abendkurse für die Fakultät für Politik und Wirtschaft und ein Master-Programm für Japanische Literatur und Shintō-Studien eingerichtet. 1952 folgte ein Master-Programm in japanischer Geschichte. Das Archäologische Archiv der Universität erhielt den Status eines ordentlichen Museums vom Bildungsministerium.
1953 wurden Doktorandenprogramme für Japanische Literatur und Japanische Geschichte eingerichtet.
1954 wurde ein angeschlossener Kindergarten gebaut. Ein Ausbildungsprogramm für Kindergartenlehrer folgte im anschließenden Jahr. Ebenfalls 1955 wurde das Institut für Japanische Kultur und Klassiker (IJCC) eingerichtet.
Im Jahr 1958 wurden Abschlüsse in Shintō-Studien für die Ausbildung hochgradiger Shintō-Priester und ein Doktorandenprogramm für Shintō-Studien eingerichtet.
Zur 80-Jahr-Feier der Universität im Jahr 1963 wurde die Fakultät des Rechts eingerichtet. Der Shintō-Studien-Ausstellungsraum, Vorläufer des Shintō-Museums, erfuhr ebenfalls seine Eröffnung. 
Im April 1965 wurde der Abendkurs für die Rechtsfakultät eingerichtet, ebenso das Orikuchi-Gedächtnis-Institut.
Anstelle der im April 1966 geschlossenen Fakultät für Politik und Wirtschaft wurden Tages- und Abendkurse in der Fakultät für Wirtschaft eingerichtet. 
In den folgenden Jahren wurden umfassende neue Programme eingerichtet: 1967 ein Master-Programm in Recht, 1968 ein Master-Programm in Wirtschaft, 1969 ein Doktoranden-Programm in Recht und 1970 ein Doktoranden-Programm in Wirtschaft.
Das Archäologische Archiv wurde 1975 umbenannt und führt die Bezeichnung Archäologisches Museum.
1982 feierte die Universität ihr 100-jähriges Bestehen und bestätigte damit ihre seit 1882 andauernde Kontinuität. Die Gedenk-Halle zu diesem Anlass wurde allerdings erst 1984 fertiggestellt. Ebenfalls im Jahr 1982 öffnete das Kokugakuin Women's Junior College seine Pforten.
1985 wurde der Campus im Tama-Plaza im Stadtbezirk Aoba von Yokohama fertiggestellt.
Im April 1991 wurde das Kokugakuin Women's Junior College umbenannt in Kokugakuin Junior College und ein koedukationales Schulmodell übernommen.
1995 wurden verschiedene Kurse neu eingeführt: Tageskurse für Japanische Literatur, Chinesische Literatur, Fremdsprachen und Kulturwissenschaften im Fachbereich für Literatur; Tageskurse für ökonomisches Networking, sowie Nachtkurse für Industry Consumption Information im Fachbereich für Wirtschaft.
Im Jahr 1996 begründete der Tageskurs der Fakultät für literaturwissenschaften Fachbereiche für Japanische Literatur, Chinesische Literatur und Fremdsprachen sowie ausländische Kulturen. Im selben Jahr begründete der Tageskurs der Fakultät für Wirtschaft einen Fachbereich für Socio-Economic Net-working, der Abendkurs in derselben Fakultät richtete einen Fachbereich für Industrial and Consumer Communication ein.
Ebenfalls im Jahr 1996 wurde der Sagamihara-Campus offiziell geöffnet.
Im März 1997 wurde das International Exchange Center als Forschungszentrum für Gastforscher eingerichtet. Zwei Jahre darauf folgte das K-STEP (Kokugakuin Short-Term Exchange Program), ein Programm zum kurzfristigen Austausch von Studenten mit Partner-Universitäten.
Im Jahr 2001 wurden Tages- und Nachtkurse in der Fakultät der Wirtschaft und der Fakultät des Rechts eingeführt.
2002 begann die erste Phase der Überholung des Shibuya-Campus, die acht Jahre dauern soll. Im selben Jahr wurde die Fakultät der Shintō-Studien mit Tages- und Nachtkursen eingerichtet.
Ebenfalls im Jahr 2002 wurde das Programm Establishment of a National Learning Institute for the Dissemination of Research on Shinto and Japanese Culture vom MEXT (dem japanischen Ministerium für Bildung, Kultur, Sport, Wissenschaft und Technologie) für das 21st century COE Program (einem Programm zur Förderung des Wettbewerbs unter den japanischen Universitäten und zur Herausbildung von international erstrangigen Forschungszweigen in Japan) im Bereich der Geisteswissenschaften ausgewählt.